# Трноваць (Госпич)
44°31′ пн. ш. 15°16′ сх. д. / 44.52° пн. ш. 15.27° сх. д.
Трноваць (хорв. Trnovac) — населений пункт у Хорватії, в Лицько-Сенській жупанії у складі міста Госпич.

## Населення
Населення за даними перепису 2011 року становило 96 осіб.
Динаміка чисельності населення поселення:

## Клімат
Середня річна температура становить 8,49 °C, середня максимальна — 21,88 °C, а середня мінімальна — -6,20 °C. Середня річна кількість опадів — 1217 мм.
| Клімат поселення                              | Клімат поселення | Клімат поселення | Клімат поселення | Клімат поселення | Клімат поселення | Клімат поселення | Клімат поселення | Клімат поселення | Клімат поселення | Клімат поселення | Клімат поселення | Клімат поселення | Клімат поселення |
| Показник                                      | Січ.             | Лют.             | Бер.             | Квіт.            | Трав.            | Черв.            | Лип.             | Серп.            | Вер.             | Жовт.            | Лист.            | Груд.            |                  |
| Середній максимум, °C                         | 5,43             | 6,53             | 9,33             | 13,24            | 17,96            | 21,34            | 21,88            | 21,53            | 17,76            | 13,58            | 8,40             | 4,95             |                  |
| Середня температура, °C                       | −0,38            | 0,72             | 3,52             | 7,45             | 12,17            | 15,53            | 17,69            | 17,34            | 13,55            | 9,37             | 4,21             | 0,75             |                  |
| Середній мінімум, °C                          | −6,2             | −5,08            | −2,28            | 1,64             | 6,35             | 9,72             | 13,49            | 13,13            | 9,34             | 5,18             | 0,02             | −3,45            |                  |
| Норма опадів, мм                              | 94               | 91               | 91               | 96               | 84               | 83               | 49               | 72               | 125              | 142              | 162              | 128              |                  |
| Середньомісячна швидкість вітру, м/с          | 3.00             | 3.10             | 3.22             | 3.05             | 2.77             | 2.56             | 2.53             | 2.46             | 2.68             | 2.89             | 3.28             | 3.32             |                  |
| Середньомісячна сонячна радіація, кДж/м²·день | 4601             | 7264             | 10705            | 15307            | 19488            | 21388            | 23371            | 20028            | 14620            | 9341             | 4905             | 3787             |                  |
| --------------------------------------------- | ---------------- | ---------------- | ---------------- | ---------------- | ---------------- | ---------------- | ---------------- | ---------------- | ---------------- | ---------------- | ---------------- | ---------------- | ---------------- |
| Джерело:                                      |                  |                  |                  |                  |                  |                  |                  |                  |                  |                  |                  |                  |                  |